# Severo Ochoa

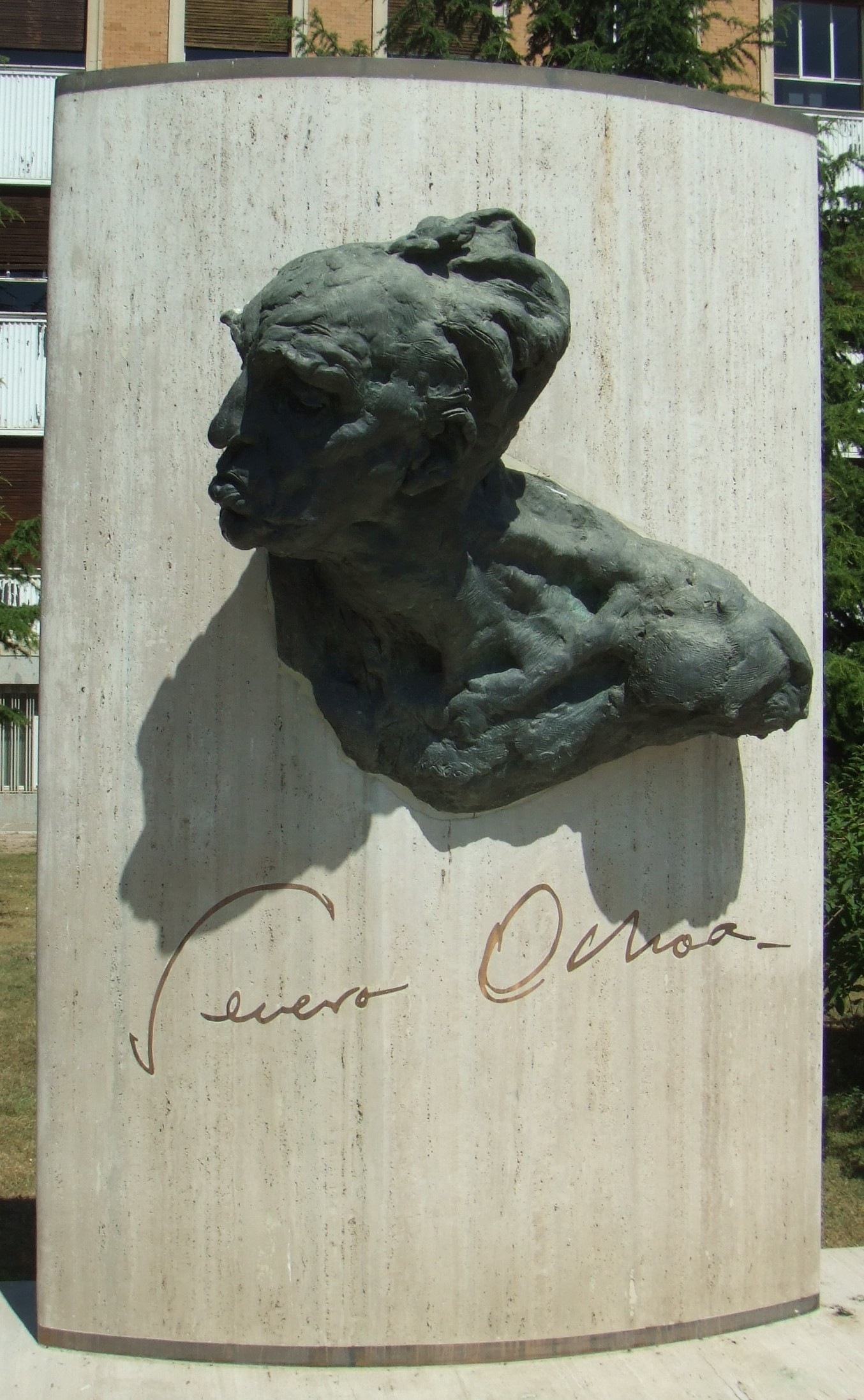
Severo Ochoas monument i Madrid.

Severo Ochoa, född 24 september 1905 i Luarca, Asturien, död 1 november 1993 i Madrid, var en spansk-amerikansk biokemist.

## Biografi
Ochoa avslutade sin grundutbildning med en medicinsk examen sommaren 1929 och bestämde sig för att flytta utomlands för att få ytterligare forskningserfarenhet. Hans tidigare arbeten ledde till en inbjudan till att arbeta vid Otto Meyerhofs laboratorium vid Kaiser-Wilhelm-Institut für Biologie i Berlin.
År 1930 flyttade Ochoa gick tillbaka till Madrid för att slutföra forskning för sin med. doktorsavhandling, som han försvarade samma år. Han fortsatte följande år sin forskning vid London National Institute for Medical Research, där han arbetade med Sir Henry Dale. Detta arbete innefattade forskning om enzymet glyoxalas och blev av stor betydelse för hans fortsatta karriär.
År 1942 utsågs han till Research Associate i medicin vid New York University School of Medicine och blev senare biträdande professor i biokemi (1945), professor i farmakologi (1946), professor i biokemi (1954), och ordförande för Department of Biochemistry.
År 1959 mottog han tillsammans med Arthur Kornberg Nobelpriset i fysiologi eller medicin för sina studier av ribonukleinsyra, RNA, och biosyntes av desoxyribonukleinsyra, DNA.